# Gluta rugulosa
Gluta rugulosa är en sumakväxtart som beskrevs av Ding Hou. Gluta rugulosa ingår i släktet Gluta och familjen sumakväxter. Inga underarter finns listade i Catalogue of Life.